# Orde van Burgerlijke Verdienste (Marokko)

De Orde van Burgerlijke Verdienste (Arabisch: "Wissam al-Rida" of "Quissam er-Rida" en Frans: "Ordre de Mérite Civil") werd ingesteld om Marokkaanse burgers te kunnen onderscheiden voor verdiensten van allerlei aard.
Het kleinood is een rond donkerrood geëmailleerd schild met het Marokkaanse wapen. Rond het schild is een zilveren of bronzen lauwerkrans gelegd.
Het lint is rood met twee witte strepen.
Er zijn drie graden; de Bijzondere Klasse, Ie Klasse en IIe Klasse.
De Ie en IIe Klasse dragen een zilveren of bronzen kleinood aan een lint op de linkerborst.